# Караджинская чума
Караджинская чума — эпидемия бубонной чумы, начавшаяся в 1812 году. Наиболее смертоносной чума была 1813 и 1814 гг. в Валахии, особенно в Бухаресте. Она названа по имени фанариота правителя Валахии Иоанна Караджа, который вступил на должность примерно во время начала чумы.

## Вспышка и принятые меры
Когда Караджа прибыл в Валахию в 1812 из Константинополя, один человек, согласно письменным источникам, внезапно заболел и умер. Чиновники того времени упустили это из виду, однако с этого и началась эпидемия. Она была привезена из Константинополя, где уже сеяла хаос.
Уже в 1812 году чума охватила Константинополь. В январе 1813 Караджа основал две карантинные больницы в Телеормане и Джурджу.
В 1818 году были закрыты карантинные госпитали в Плумбуите и Вэкэрешти.

### Эпидемия в Бухаресте
Сообщения о чуме в Бухаресте начали поступать с апреля, но первая приписываемая чуме смерть в Бухаресте произошла в 11 июня 1813 в районе Вэкэрешти. Был установлен карантин, ворота Бухареста были закрыты, а войти в город без разрешения никто не мог. Правительственные писари и священники должны были проверить каждый дом на наличие больных чумой, всех иностранцев и нерезидентов изгнали из города, нищих отправили в монастыри за пределами Бухареста. Все деньги, поступающие в Бухарест, сначала промывали уксусом.
Несмотря на данные меры, из-за отсутствия квалифицированной медицинской помощи чума продолжала распространяться. В августе просьба разрешить людям покинуть город была одобрена. Чтобы избежать скоплений людей, были закрыты рынки и школы, остановлено большинство судебных процессов, а люди, находящиеся в долговых тюрьмах, были освобождены. Люди с иммунитетом к болезни работали гробовщиками и ходили от двери к двери, собирая трупы. Тела были доставлены в братскую могилу в районе Дудешти и захоронены там. Часто больных хоронили заживо, а иногда забивали до смерти. Один отчёт говорит: «Сегодня мы собрали 15 погибших, но похоронили только 14, потому что один убежал, и мы не смогли его поймать».
Многие из новых правил не соблюдались, врачи бежали из города, Караджа переехал из Бухареста в Котрочень. По словам консула Франции, более две трети жителей города бежали. Одни люди укрылись в Брашове, другие дошли до Сибиу и дальше.
Самая высокая смертность наблюдалась в октябре 1813 года, когда могильщики даже не смогли похоронить всех умерших, тогда многих либо положили в большие открытые ямы, куда положили негашеную известь, чтобы чума не распространялась, а других «съели собаки и прочие звери».

## Количество погибших
Подсчитано, что за два года от чумы умерло 60 000 человек, из них 20—30 тыс. в Бухаресте, в то время население этого города составляло 120 000 человек. По словам церковного профессора, в Бухаресте умерло 20 000 человек (не считая тех, кто был похоронен во дворе). Личный врач Караджи утверждал, что умерло от 25 000 до 30 000 человек. По переписи 1831 года, проведённой сразу после очередной эпидемии холеры, население Бухареста составляло 60 000 человек — население города сократилось наполовину.